# Gomido Football Club
El Gomido FC es un equipo de fútbol de Togo que juega en el Campeonato nacional de Togo, la liga de fútbol más importante del país.

## Historia
Fue fundado en el año 1974 en la ciudad de Kpalimé a raíz de la fusión de los equipos locales Excelsior, Etoile Filante y Modèle tras las reformas que se dieron en el fútbol de Togo en ese año con el fin de acabar con los llamados Super-equipos tales como Lomé I, que desaparecieron 4 años después.
Su primer hecho importante fue llegar a la final de la Copa Real de Togo en 2001, perdiendo la final ante el ASKO Kara 0-3 y un subcampeonato en el año 1993.
En 2018 ganaron la Copa de Togo, su primer título importante al vencer 3-0 en la final al Dynamic Togolais, con lo que clasificaron por primera vez a la Copa Confederación de la CAF como ganadores de copa.
A nivel internacional han participado en 2 torneo continental, el primero de ellos fue la Copa CAF 1994, siendo eliminados en la primera ronda por el Unisport de Bafang de Camerún y fueron anfitriones de la Copa de Campeones del Oeste de África, en 2009, siendo eliminados en las semifinales.

## Palmarés
- Campeonato nacional de Togo: 0
  - Subcampeón: 1

1993
- Copa de Togo: 1

2017/18
- Copa Real de Togo: 0
  - Finalista: 1

2001

## Participación en competiciones de la CAF
| Temporada | Torneo                       | Ronda      | Club               | Casa | Visita | Global |
| --------- | ---------------------------- | ---------- | ------------------ | ---- | ------ | ------ |
| 1994      | Copa CAF                     | 1          | Unisport de Bafang | 0-0  | 0-3    | 0-3    |
| 2017/18   | Copa Confederación de la CAF | Preliminar | AS CotonTchad      | 1-1  | 0-2    | 1-3    |

## Jugadores

### Jugadores destacados
| - Jérôme Doté - Abdoul-Gafar Mamah | - Alikem Segbefia - Yao Mawuko Sènaya |